# TCE Holding
TCE Holding este o companie de logistică și curierat din România, parte a grupului RTC Holding, controlat de omul de afaceri Octavian Radu.
Compania a luat ființă în iunie 2008, prin fuziunea dintre companiile de curierat Curiero și TCE Holding, parte a grupului Radu Holding. 
În urma fuziunii, RTC Holding are 70% din firma TCE Curiero, iar Bogdan Carcu, președintele Curiero, 30%.
În anul 2007, Curiero a rulat afaceri de 15 milioane euro, iar TCE Logistică, 11 milioane euro.
TCE Holding are șapte linii de afaceri, respectiv TCE Worldwide Services -Curierat national si International, Trans Cargo Drive - distribuție de Marfa paletizată, TCE Spedition și TCE Logiplus .
TCE Holding a lansat în anul 2010 prima rețea națională de oficii poștale private, care a atins la finalul lui 2010 un număr de 80 puncte - locații proprii sau în parteneriat.
TCE HOLDING este prima companie de curierat românească care a deschis sucursale externe prin TCE LOGISTIK Hungary companie ungară deschisă în 2010.
TCE HOLDING restructurează activitatea în 2013 pe următoarele linii de business: 
- TCE Cargo - distribuție marfă paletizată la nivel național, membru Pallex Romania, lider în piața de distribuție marfă paletizată;
- TCE Curier National și International - servicii de curierat internațional plicuri și colete pe rețea economică rutieră;
- TCE Online Connect - servicii de livrare cu ramburs dedicate magazinelor online din Romania care se extind către Europa;
- TCE Cargo International - distribuție marfă paletizată și camioane complete la nivel european;
- TCE Warehousing - servicii de depozitare și gestiune marfă.

În 2019 TCE HOLDING oferă celor peste 3000 de clienți activi următoarele servicii:
- curierat național door to door în România
- curierat internațional ecommerce (dedicat magazinelor online) rutier economic și express aerian către orice destinație
- distribuție marfă paletizată național și internațional
- servicii depozitare și fulfillment
- servicii casa de expediții

Cifra de afaceri:
| Anul          | 2020 | 2019 | 2018 | 2017 | 2016 | 2015 | 2014 | 2013 | 2012 | 2011 | 2010 | 2009 | 2008 |
| ------------- | ---- | ---- | ---- | ---- | ---- | ---- | ---- | ---- | ---- | ---- | ---- | ---- | ---- |
| milioane euro |      | 7.2  | 6.6  | 5.7  | 5.2  | 4.4  | 3.9  | 3.5  | 18.6 | 21.3 | 19.7 | 19,5 | 27   |